# 人海战术

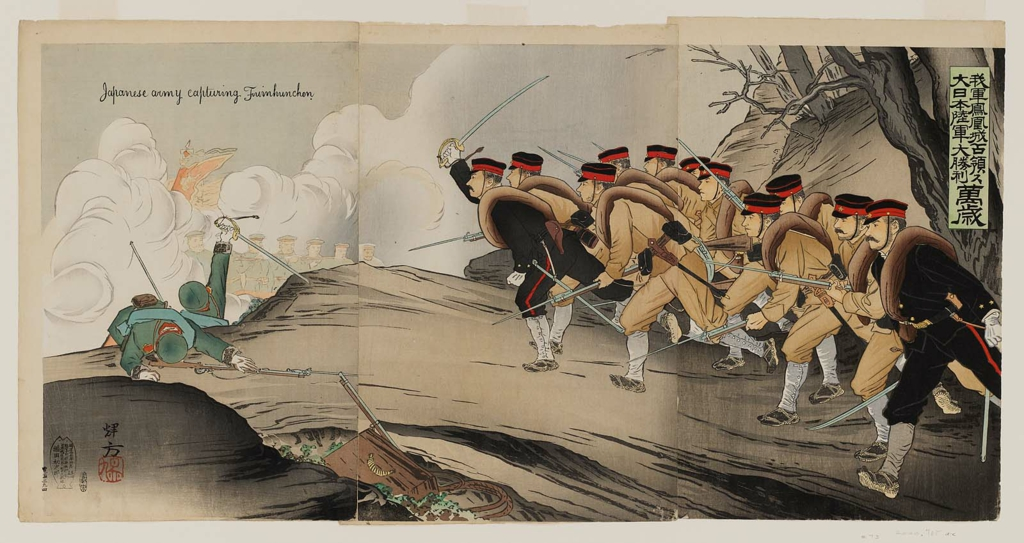
日俄戰爭期間的日軍衝鋒

人海战术，是一种大批兵力以密集隊形正面攻擊對方戰線的战术。具体形式是以大量密集步兵向对方冲锋，目的是衝入對方戰線，以近戰使得對方難以靠火力殲敵。

## 特点
美国海军陆战队大学教授歐道德博士（英語：Edward C. O'Dowd）定義「人海戰術」為「在沒有掩護或偽裝下，大量步兵以密集隊形正面攻擊對方戰線。它的目的是衝入對方戰線，使得對方難以使用火力殲敵，以近戰擊潰對方或迫使對方撤退。」
在近代戰爭中，由於自動武器、砲兵與空對地的優勢火力，使得人海戰術容易造成進攻一方傷亡慘重。人海戰術要成功，必須在最短時間內有很大比例衝入對方戰線，才有足夠的兵力進行近戰。
“人海战术”并非正规的军事战术术语，是对近代历史上一系列以数量巨大的人员消耗换取其他方面优势，包括时间、空间、进攻或防守机会的战术的总称。在某种意义上可以简单的理解为以多打少，以众欺寡。
冷兵器时代，交战双方对垒时主要依靠士兵，集中优势兵力，依靠数量的优势冲击对方薄弱环节取得突破点的做法是常规战术的一种。它的基础是集中优势兵力，以数量增加整体的实力，在军事上是一种常见和有效和战术。以较多的兵力冲击对方除了产生心理上的震慑以外，以较多的的兵力冲击能减少敌方反击的时间，加快敌方战斗人员减少的速度，从而减少己方伤亡。
十九世纪以后，随着热兵器的杀伤力飞速增强，战力与人数的相关性降低，而与武器装备以及弹药数量相关。现代火器的强大杀伤力使得采用人海战术时候的伤亡大增。人们意识到人海战术的可用性在高效杀伤的热兵器时代已经开始降低。而重机枪的出现和步炮协同的作战方法也使得人海战术中的密集步兵冲锋逐渐改为小股单位分散冲锋，以达到更高效率。人海战术开始被用来特指在狭隘的战场中投放大量兵力，不惜伤亡达到战术目标的行为。
第二次世界大战中，不少战役中仍然有人海战术的使用，也造成交战双方的重大伤亡。

## 實例

### 日俄戰爭
20世紀初，日本在日俄戰爭時，發動旅順戰役，其目的就是要奪取作為制高點的203高地作為砲台，以轟擊俄國艦隊。日軍沒有像俄國那樣精良的裝備，在榴彈砲運來之前，只能用臼砲攻打俄軍的防禦工事，連機槍與手榴彈數量也遠遜於俄軍（日軍的機槍已屬舊式，俄軍則有馬克沁重機槍）。日本陸軍將領大山巖、乃木希典等人為了及早攻破旅順，前後投入約14萬兵力進攻，結果日軍傷亡達5萬9千餘人；俄軍也傷亡慘重，而且在後續的會戰中，雙方都動員超過20萬的兵力交戰，且有相當慘烈殘暴的刺刀肉搏。

### 苏德战争
一戰過後，蘇軍發展出大縱深作戰理論﹐將兵力分為數波寬數公里的散兵線，以大量連續、快速的攻勢瓦解敵軍防禦，廣義上也可看為人海戰術的應用。代表性的有二戰前的諾門罕戰役，雖然在大清洗過後一度被束之高閣，不過在感到德國的威脅和蘇芬戰爭後，發覺久無戰爭的紅軍隱藏的弱點後，再度成為蘇軍的主流陸軍學說。自巴巴羅薩後經過大量戰鬥經驗的完善，在東線戰場中後期得到了巨大的成果，如於匈牙利與南俄的戰爭。

### 太平洋戰爭
1940年代，太平洋戰爭期间，日軍对美軍發起的人海攻勢，齊聲大喊萬歲後開始衝鋒闻名，被称为萬歲衝鋒。

### 两伊战争
1980年9月22日晨，伊拉克利用伊朗巴列维王朝被推翻，国内政局动荡之际，调集三路大军向伊朗发起进攻，短期内攻占伊朗大量地区。面对伊拉克的强大攻势，伊朗军队仓促应战，由于准备不足和伊朗国内大批职业军官遭到迫害等诸多因素使得伊朗军队在前线频频失利。为了反击伊拉克军队，由“伊斯兰革命卫队”大批伊斯兰教徒和青年学生组成的伊朗军队在“为真主打赢圣战”的信念鼓动下，以大批步兵以自杀式冲锋的方式，踏过伊拉克军队设置的雷区，攻坚伊拉克阵地。即使伊拉克军队使用毒气也在所不顾，最终造成双方巨大的伤亡。在巴士拉近郊的战斗中，由于战争已进入伊拉克领土，因此，伊拉克士兵作战十分勇敢，陆海空协同作战水平也大大提高。因此，双方士兵的伤亡十分惨烈。中国的战地记者在他的书中是这样描写的，“阵地上大量的尸体一堆堆，一片片。偶尔坐到一个土堆上，直觉得底下软乎乎的，低头一看，土堆边露出几个人指头。”

### 提格雷戰爭
在2020年開始的提格雷戰爭中，交戰雙方均被指使用了人海戰術。埃塞俄比亚政府指責提格雷人民解放陣線把平民推上前線實施人海戰術，並指中央政府一方也可以採用人海戰術對付人海戰術。Alex DeWaal宣稱中央政府一方自2021年6月大敗後實施人海戰術。Martin Plaut宣稱中央政府一方把大量訓練不足的士兵投入戰場，以人海戰術試圖突破提格雷軍戰線。

## 现代演變

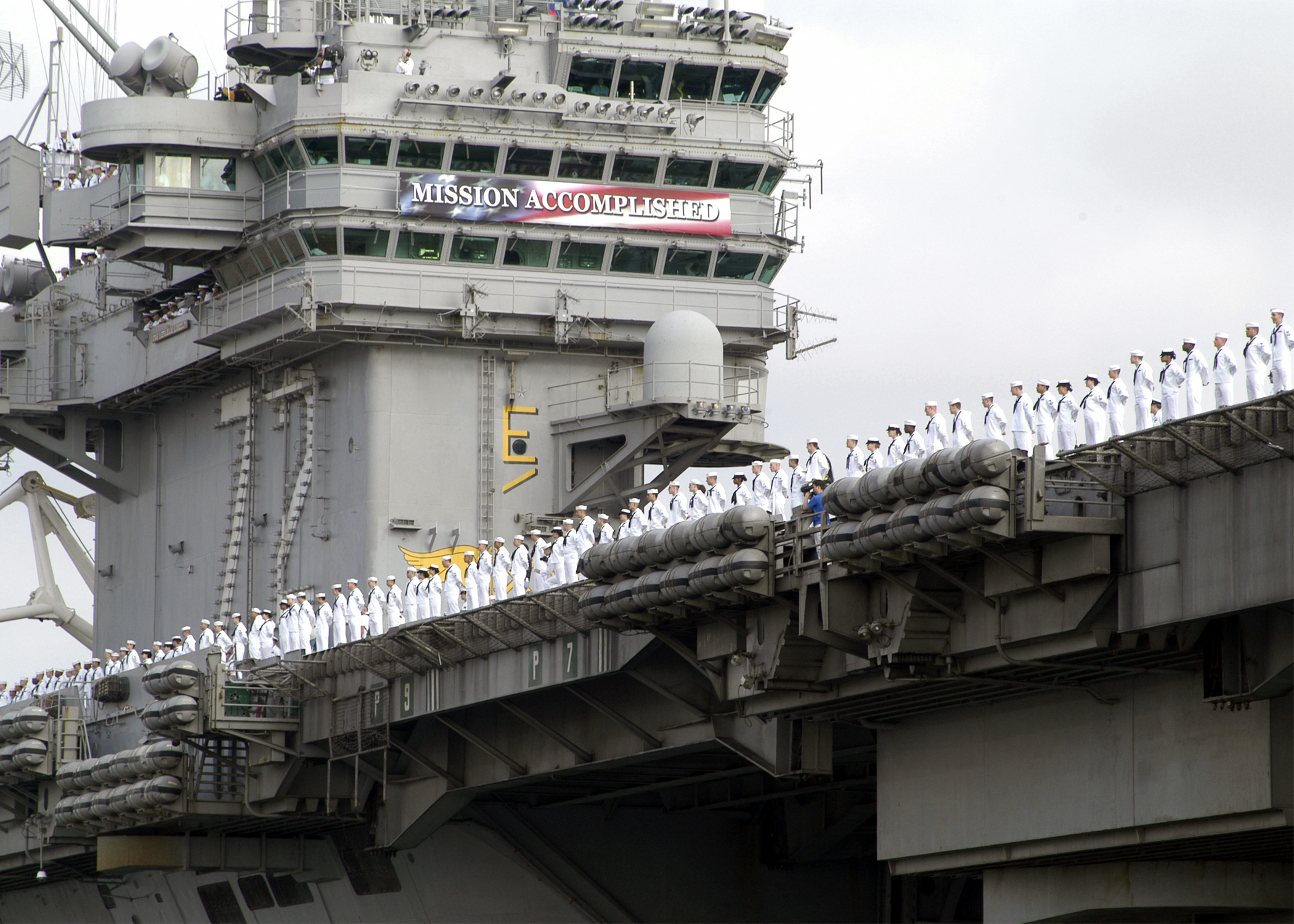
航母CVN-72上的美軍，現在理論認為高素質兵力和武器的搭配可以發揮乘數效果；使每單位兵力的戰力增加以勝過數量差異。

海湾战争的经验表明随着科技的进步，武器的威力越来越大，智能化程度也越来越高。随着新的军事理论的出现和大量精确制导武器投入战场，传统的机械化巨型兵团已逐步失去发挥的空间。但美军在2001年阿富汗战争和2003年伊拉克战争的结果表明，陆军依旧是在最后决定胜负的关键。因此，现今军事强国的陆军非常重视陆军的空中化建设和远程投送能力。他们对自己军队在未来战争对军队的基本要求，就是数位化和快速反应及远程投射能力。
有观点认为，现代战争中人依旧是左右战争的关键，因为无论多么先进的武器，最终都操作在人手中。在双方军队的技术（数位化）水準持平的情况下，数量优势（技术装备）依然是左右战争的胜负的关键因素之一。